# Заслуженный деятель искусств Казахской ССР
Заслуженный деятель искусств Казахской ССР — почётное звание Казахской ССР, которое присваивалось композиторам, режиссёрам, балетмейстерам, дирижёрам, художникам, скульпторам, искусствоведам и другим деятелям искусств, за создание высокохудожественных произведений, спектаклей, концертных программ, научных трудов в области искусства, за большие заслуги в подготовке и воспитании творческих кадров.
Ниже приведён Список заслуженных деятелей искусств Казахской ССР:

## 1930-е

### 1939
- Естай Беркимбаев[1]
- Н. В. Картевин[1]

## 1940-е

### 1940
- Алимбаев Доскей[1]
- Байганин Нурпеис[1]
- Баймуратов Нурлыбек[1]
- Бекежанов Нартай[1]

### 1941
- Кошкарбаев Шашубай[1]

### 1942
- Абильхан Кастеев[1] (с 1944 года — народный художник Казахской ССР)

### 1943
- Рунов, Виктор Сергеевич[1]

### 1944
- Арон Ефим Ефимович[1]
- Бондарь, Сергей Михайлович[1]
- Каламбаев Жаппас[1]
- Карповский, Наум Павлович[1]
- Строева Вера Павловна[1] (с 1973 года — народный артист РСФСР)
- Шаргородский Леонид Матвеевич[каз.][1]

### 1945
- Ерзакович, Борис Гиршевич[1]
- Портнов, Василий Михайлович[1]
- Рыкина Мария Егоровна (Мариям Жагоркызы)[1]
- Тулебаев Мукан[1] (с 1959 года — народный артист СССР)

### 1947
- Белов Михаил Александрович[1]
- Касымов Камбар[1]
- Столяров Григорий Арнольдович[1]
- Тхай Дян Чун[1]
- Хамиди Латыф Абдулхаевич[1] (с 1966 года — народный артист Казахской ССР)
- Цай Ен[1]
- Цивчинский Николай Владимирович[1]

## 1950-е

### 1951
- Курганов, Александр Матвеевич[1]

### 1953
- Ен Сен Нен[каз.][1]
- Пономарёв Александр Степанович[каз.] [1]

### 1954
- Кужамьяров Куддус Ходжамьярович[1] (с 1973 года — народный артист Казахской ССР, с 1987 года — народный артист СССР)
- Ненашев, Анатолий Иванович[1]
- Рутковский Юрий Людвигович[1]
- Шабельский Сергей Иванович[1]

### 1955
- Голубович Василий Васильевич[1]
- Кан Георгий Михайлович[1]
- Штейн Яков Соломонович[каз.][1]

### 1956
- Смирнов Яков Константинович[1]
- Теляковский Всеволод Владимирович[1]
- Черкасский Абрам Маркович[1] (с 1963 года — народный художник Казахской ССР)

### 1957
- Азербаев Кенен[1] (с 1961 года — народный акын Казахской ССР)
- Байкадамов Бахитжан Байкадамович[1]
- Вучетич Евгений Викторович[1] (с 1959 года — народный художник СССР)
- Токпанов, Аскар Токпанович[1] (с 1975 — народный артист Казахской ССР)

### 1958
- Абиров, Даурен Тастанбекович[1]
- Великанов Василий Васильевич[1]
- Мансуров Фуат Шакирович[1] (с 1967 года — народный артист Казахской ССР, с 1971 года — народный артист Татарской АССР)

### 1959
- Давлетбеков Хаким Давлетбекович[1]
- Капламбеков, Абдулхамид Капламбекович[1]
- Новожилов, Геннадий Николаевич[каз.][1]
- Сулимов Мар Владимирович[1] (с 1973 года — народный артист Казахской ССР)
- Тлендиев Нургиса Атабаевич[1] (с 1975 года – народный артист Казахской ССР, с 1984 года – народный артист СССР)
- Файк, Эмир Ибрагимович[1]

## 1960-е

### 1960
- Абишев Ораз[1] (с 1966 года — народный артист Казахской ССР)
- Хакимжан Исмаханович Наурзбаев[1] (с 1969 года — народный художник Казахской ССР)
- Исмаилов Аубакир[1] (с 1985 года — народный художник Казахской ССР)

### 1961
- Ансимов, Георгий Павлович[1]
- Хасбулат Нухбекович Аскар-Сарыджа[1]
- Галимбаева, Айша Гарифовна[1] (с 1967 года — народный художник Казахской ССР)
- Леонтьев Леонид Павлович[1] (с 1974 года — народный художник Казахской ССР)
- Майчекин, Максутбек kk:Мақсұтбек Майшекин[1]
- Мамбетов Азербайджан Мадиевич[1] (с 1970 года — народный артист Казахской ССР, с 1976 года — народный артист СССР)
- Мухамеджанов Сыдык[1] (с 1967 года — народный артист Казахской ССР, с 1990 года — народный артист СССР)
- Рахлин, Илья Яковлевич[1]
- Тельжанов Канафия Темирбулатович (с 1963 года — народный художник Казахской ССР, с 1978 — народный художник СССР)
- Чикноверов Иван Александрович[1]

### 1962
- Башоян, Сергей Рубенович[1]
- Зальцман, Павел Яковлевич[1]

### 1963
- Гаев Николай Степанович[1] (с 1980 года — народный художник Казахской ССР)
- Гутенко, Николай Алексеевич[1]
- Кенбаев М. С.[1] (с 1985 года — народный художник Казахской ССР)
- Мадиевский Абрам Лейбович[каз.][1]
- Мамбеев, Сабур Абдурасулович[1] (с 1979 года — народный художник Казахской ССР)
- Нурмухамедов Нагим-Бек Джемаль-эд-Динович[1] (с 1974 года — народный художник Казахской ССР)
- Османов, Тургут Садвакасулы[1]
- Прасолов, Евгений Александрович[1]

### 1965
- Антощенко-Оленев Валентин Иосифович
- Афонина, Татьяна Павловна[1]
- Жубанова Газиза Ахметовна[1] (с 1973 года — народный артист Казахской ССР, с 1981 года — народный артист СССР)
- Исмаилова Гульфайрус Мансуровна[1]
- Карпов, Александр Яковлевич[1]
- Кляузер, Артур Викторович[1]
- Ковшов, Николай Дмитриевич[каз.][1]
- Раевский И. М.[1] Раевский, Иосиф Моисеевич?
- Сидоркин Евгений Матвеевич[1]
- Шаяхметов, Камиль Махмудович[каз.][1]

### 1966
- Бегалин Мажит Сапаргалиевич[1]
- Говорова Елизавета Антоновна[1]
- Лизогуб, Мария Сергеевна[каз.][1]
- Семёнов-Леонс, Леонид Фёдорович[1]
- Фоменков, Владимир Петрович[1]
- Ходжиков Кулахмет Конгырходжаевич[1]

### 1967
- Бальхозин Игорь Борисович[1]
- Иткинд Исаак Яковлевич[1]
- Райбаев Заурбек Мулдагалиевич[1]
- Рахмадиев Еркегали Рахмадиевич[1] (с 1981 года — народный артист СССР)
- Те Ден Гу[1]

### 1968
- Бычков Анатолий Владимирович[каз.][1] (с 1986 года — народный артист Казахской ССР)
- Мусин Капан[1]
- Сагимбаев, Маулутхан[каз.][1]

### 1969
- Абсалямов Файзолла (Файзулла)[1]
- Джанысбаева, Гульжихан Абуевна[1]
- Жезмер, Григорий Владимирович[1]
- Жумин, Райхан[1]
- Зекки Осман Велиуллаевич[1]
- Семизоров Владимир Степанович[каз.][1]
- Чернышев, Алексей Семёнович[1]

## 1970-е

### 1970
- Байсеркенов М.[1]
- Крылов, Виктор Иванович[1]
- Тынышбаев Искандер Мухамеджанович[1]
- Хесс, Вениамин Соломонович[1]

### 1971
- Афанасьева, Татьяна Ивановна[каз.][1]
- Баранов Константин Яковлевич[1]
- Бортников, Алексей Ильич[каз.][1]
- Дулэпо, Михаил Иванович[каз.][1]
- Койшибаев Макалим[1]

### 1972
- Семичасный, Анатолий Иванович[1]
- Ходжиков Султан-Ахмет Ходжаевич[1]

### 1974
- Верещагин, Игорь Николевич[1]
- Сермягин, Илья Иванович[1]
- Тастанов, Хабидулла[каз.][1]
- Хайдаров Амен Абжанович[1]

### 1975
- Абусеитова М. Б.[1]
- Григорьев, Вадим Борисович (режиссёр)[1]
- Обаев, Есмухан Несипбаевич[1] (с 1988 года — народный артист Казахской ССР)
- Тналина, Дарига Байжумановна[каз.][1]

### 1976
- Романов, Сахи[каз.] Александр Иванович[1] (с 1981 года — народный художник Казахской ССР)
- Сейтметов, Райымбек Ногайбаевич[1] (с 1987 года — народный артист Казахской ССР)
- Степанов, Алексей Матвеевич[каз.][1]
- Тулеков, Бек Акатаевич[каз.][1]

### 1977
- Каныбаева, Рабига Мукаевна[1]
- Мынбаев Тимур Каримович[1]

### 1978
- Беркович Марк Исаакович[1]
- Гейльфус, Оскар Венделинович[1]
- Карсакбаев Абдулла[1]
- Кумисбеков Кенжебек[1] (с 1984 года — народный артист Казахской ССР)
- Мажурин, Виктор Сергеевич[1]
- Мацуцин, Дмитрий Дмитриевич[каз.][1]
- Нугманов Асылбек Газизович[1]
- Руттер Валерий Дмитриевич[1]
- Рябикин. Борис Александрович[укр.][1]
- Татенко, Владимир Пантелеевич[каз.][1]

### 1979
- Андриасян, Рубен Суренович[1]
- Ашрапов Асхат Тазетдинович [1]
- Еркимбеков, Жексенбек Еркимбекович[1]
- Иванов-Сокольский, Михаил Михайлович[1]
- Каретников, Валериан Павлович[каз.][1]
- Мендыгалиев, Нагим Мендыгалиевич[каз.][1]
- Першин, Стефан Яковлевич[каз.][1]

## 1980-е

### 1980
- Воложанин, Николай Андреевич[1] (Васильев)
- Жаманбаев, Базаргали Ажиевич[1]
- Досмагамбетов Тулеген Сабитович[каз.][1]
- Масимов, Икрам Сулайманович[1]
- Мен Дон Ук[1]
- Пашков, Александр Александрович[1]

### 1981
- Гуммель Юрий Вильгельмович[1]
- Дячкин, Андрей Андреевич[каз.][1]
- Мергенов, Еркин Тлекович[1]
- Шакен Ниязбеков[1]
- Рахманов, Вагиф Юсупович[1]
- Шарденов, Жанатай[каз.][1]
- Школьный, Арий Георгиевич[каз.][1]

### 1982
- Абдрашев, Толепберген Абдрашевич[1]
- Виктор Афанасьев[1]
- Афанасьева, Татьяна Ивановна[каз.][1]
- Базарбаев Темиржан[1]
- Жетписбаев, Кадыр Рахымбаевич[1]
- Джуманиязов, Базарбай Сагадиевич[1]
- Ибрагимов, Пайзрахман Насырович[1]
- Ивашин И. А.[1]
- Кастеев Абильхан[1]

### 1983
- Ахметова, Мариям Мухатаевна[1]
- Баяхунов, Бакир Яхиянович[1]
- Богушевский, Эдуард Леонидович[1]
- Кулаков, Алексей Фомич[каз.][1]
- Сагатов, Мансур[каз.][1]

### 1984
- Касеинов, Дюсен Курабаевич[1]
- Серкебаев Алмас Ермекович[1]
- Тлеубаев, Минтай Женельевич[1]
- Узбеков, Туркестан Максутович[каз.][1]

### 1985
- Ажиев Уке[1]
- Дроздов, Александр Петрович[1]
- Мартенс, Владимир Яковлевич[1]
- Смирнов, Михаил Боянович[1]

### 1986
- Бейсеуов Асет Коппаевич[1]

### 1987
- Кажгалиев Тлес Шамгонович[1]
- Куклинский, Яков Аронович[1]
- Мангытаев, Мынжасар[каз.][1]
- Новиков, Владимир Александрович[каз.][1]

### 1988
- Айтбаев С. А.[1]
- Всеволодская-Голушкевич, Ольга Всеволодовна[каз.][1]
- Гурьев, Альберт Анатольевич[каз.][1]
- Закиров, Каирбай Канабеевич[каз.][1]
- Зулкашев Ч.[1]
- Исабаев, Исатай Нурышевич[1]
- Табиев, Бахтияр Хасанович[1]

### 1989
- Калимов, Мухит Галимович[каз.][1]
- Кельберг, Анатолий Витальевич[каз.][1]
- Пак, Борис Петрович[каз.][1]
- Порунин, Марк Николаевич[1]
- Рсалдин, Жиенбек Жуманбаевич[каз.][1]
- Сапаргалиева Талшин Махмудовна[1]
- Сердюк Юрий Иванович
- Сигаев Аширбек Туребаевич[1]
- Пусурманов, Виктор Станиславович[1]
- Тогузбаев, Токболат Туленбаевич[каз.][1]
- Туякаев, Кабиден Кенжебекович[1]

## 1990-е

### 1990
- Вайншток, Юрий Менделевич[1] (Юда)
- Туяков, Есенгельды Жумагулович[каз.][1]